# Plancher à ressort
Un plancher à ressort est une surface qui amortit les chocs, ce qui rend son utilisation moins rude. De tels sols conviennent à la danse, aux sports (comme la gymnastique) et à l'entraînement physique en salle, améliorant la performance des pratiquants et réduisant leur risque de blessures.
Le ressort de modèles traditionnels est pourvu par une tresse de lattes en bois. D'autres types d'assemblage existent, qui s'appuient sur le bois revêtu de coussinets, un caoutchouc mousse surmonté d'un plancher en bois, ou de véritables ressorts.
Un plancher à ressort vise avant tout à garantir la sûreté et la performance, même si les traits recherchés[pas clair] pour chaque activité varient. Le sol doit avoir un mou suffisant pour éviter les troubles musculo-squelettiques, mais sans être trop élastique, ce qui fatigue. Pour garantir l'équilibre des pratiquants, il ne doit pas se déplacer horizontalement. Il faut également que sa nature élastique s'étende à la surface dans son ensemble, et non au point soumis à une pression localisée.[pas clair]
Dans certaines boîtes de nuit, on trouve des pistes à ressort capables de produire du courant à partir de l'impact des danseurs.